# Ircinia lendenfeldi
Ircinia lendenfeldi är en svampdjursart som beskrevs av de Laubenfels 1948. Ircinia lendenfeldi ingår i släktet Ircinia och familjen Irciniidae. Inga underarter finns listade i Catalogue of Life.